# Camillo Mastrocinque
Camillo Mastrocinque (Roma, 11 maggio 1901 – Roma, 23 aprile 1969) è stato un regista e sceneggiatore italiano.

## Biografia
Attratto dal cinema sin da giovane, visse alcuni anni in Francia, dove lavorò come scenografo, per poi tornare in Italia come aiuto regista. Il suo esordio dietro la macchina da presa avvenne nel 1936 con Regina della Scala e da quel momento in poi egli realizzò 68 pellicole, privilegiando il genere comico-brillante, del quale divenne uno dei maggiori registi, pur dirigendo anche film di altri filoni (polizieschi, strappalacrime e negli ultimi anni di carriera anche horror).
Nella sua carriera diresse molti dei numerosi attori brillanti italiani quali Renato Rascel in Attanasio cavallo vanesio (1952) e Alvaro piuttosto corsaro 1953); Totò in Siamo uomini o caporali? (1955), Totò all'inferno (1955), Totò, Peppino e la... malafemmina (1956) e Totò, Peppino e i fuorilegge (1956), Totò lascia o raddoppia? (1956) e Totòtruffa 62 (1961); Vittorio De Sica in Totò, Vittorio e la dottoressa (1957) e Vacanze d'inverno (1959), interpretato anche da Alberto Sordi; Vittorio Gassman in la cambiale sempre del 1959,Nino Manfredi, Franco Franchi, Ciccio Ingrassia e Ugo Tognazzi in I motorizzati (1962) e infine Walter Chiari in Quel fantasma di mio marito (1950) e La più bella coppia del mondo (1968). Nei titoli di testa di alcuni film che diresse, volle apparire mediante un gioco grafico che rendesse conto del suo temperamento brillante: Camillo Mastro5.
In televisione lavorò realizzando i telefilm Le avventure di Laura Storm (1965) e Stasera Fernandel (1968). In quattro occasioni fu anche attore, una con lo pseudonimo di Thomas Miller. 
È sepolto nel cimitero del Verano.

## Filmografia

### Regista cinematografico
- Regina della Scala, co-regia con Guido Salvini (1936)
- Voglio vivere con Letizia (1937)
- Inventiamo l'amore (1938)
- L'orologio a cucù (1938)
- Bionda sottochiave (1939)
- Validità giorni dieci (1940)
- Don Pasquale (1940)
- La danza dei milioni (1940)
- Ridi pagliaccio (1941)
- I mariti (Tempesta d'anime) (1941)
- L'ultimo ballo (1941)
- Turbine (1941)
- Le vie del cuore (1942)
- Fedora (1942)
- La statua vivente (1942)
- Oro nero, co-regia con Enrico Guazzoni (1942)
- Il matrimonio segreto (1943)
- La maschera e il volto (1943)
- Il cavaliere del sogno (1946)
- Il segreto di Don Giovanni (1947)
- Sperduti nel buio (1947)
- Arrivederci, papà! (1948)
- Il vento m'ha cantato una canzone (1948)
- L'uomo dal guanto grigio (1948)
- Duello senza onore (1949)
- La cintura di castità (1949)
- Gli inesorabili (1950) co-regia di Roberto Savarese
- Quel fantasma di mio marito (1950)
- Il peccato di Anna (1952)
- Areião (1952)
- Attanasio cavallo vanesio (1953)
- Café Chantant (1953)
- Tarantella napoletana (1953)
- Le vacanze del sor Clemente (1954)
- Totò all'inferno (1954)
- Napoli terra d'amore (1954)
- Alvaro piuttosto corsaro (1954)
- Figaro, il barbiere di Siviglia (1955)
- Porta un bacione a Firenze (1955)
- Siamo uomini o caporali? (1955)
- Totò, Peppino e i fuorilegge (1956)
- Totò lascia o raddoppia? (1956)
- Totò, Peppino e la... malafemmina (1956)
- La banda degli onesti (1956)
- Totò, Vittorio e la dottoressa (1957)
- È arrivata la parigina (1958)
- Le bellissime gambe di Sabrina (1958)
- Totò a Parigi (1958)
- Domenica è sempre domenica (1958)
- La cambiale (1959)
- Vacanze d'inverno (1959)
- Anonima cocottes (1960)
- Noi duri (1960)
- Genitori in blue-jeans (1960)
- Il corazziere (1960)
- Totòtruffa 62 (1961)
- Gli eroi del doppio gioco (1962)
- Diciottenni al sole (1962)
- I motorizzati (1962)
- ...e la donna creò l'uomo (1964)
- La cripta e l'incubo (1964)
- Un angelo per Satana (1966)
- Te lo leggo negli occhi (1966)
- La più bella coppia del mondo (1967)
- Totò Story, co-regia con Mario Mattoli (1968)

### Regista televisivo
- Buon viaggio Paolo di Gaspare Cataldo, trasmessa il 26 febbraio 1954
- Le avventure di Laura Storm, 8 episodi (1965–1966)
  - Defilé per un delitto, (1965)
  - Diamanti a gogò, (1965)
  - Una bionda di troppo, (1965)
  - Un cappotto di mogano per Joe, (1965)
  - Il tredicesimo coltello, (1966)
  - I due volti della verità, (1966)
  - A carte scoperte, (1966)
  - Rapina in francobolli, (1966)
- Stasera Fernandel, 6 episodi (1968)
  - A me gli occhi, (1968)
  - La notte delle nozze, (1968)
  - Il frac, (1968)
  - Terrore al castello, (1968)
  - La bomba, (1968)
  - Una tranquilla villeggiatura, (1968)

### Attore
- Roma città libera, regia di Marcello Pagliero (1946)
- In nome della legge, regia di Pietro Germi (1949)
- Il corazziere, regia di Camillo Mastrocinque (1960)
- Gli imbroglioni, regia di Lucio Fulci (1963)

### Collaborazioni
- I due barbieri, regia di Duilio Coletti (1937), film non completato, regia di alcune sequenze